# Kyros-cylinderen
Kyroscylinderen (persisk: منشور کوروش) er en gammel lercylinder, nu brudt i flere stykker, på hvilken der er skrevet en erklæring med akkadisk kileskrift i den achaemenidiske konge Kyros den Stores navn. Den stammer fra det 6. århundrede f.Kr. og blev opdaget i 1879 i ruinerne af Babylon i Mesopotamien (det nuværende Irak). Den ejes i øjeblikket af British Museum, som finansierede ekspeditionen, der opdagede cylinderen. Den blev lavet og brugt som foundation deposit efter den persiske erobring af Babylon i 539 f.Kr., hvor det Neo-Babylonske Rige blev invaderet af Kyros og indlemmet i det Persiske Rige.
Teksten på cylinderen priser Kyros, remser hans forfædre op, og fremstiller ham som en konge fra en lang linje af konger. Den babylonske konge Nabonidus, der blev besejret og afsat af Kyros, beskrives som en ugudelig undertrykker af det babylonske folk, og hans ringe herkomst fremhæves i kontrast til Kyros' kongelige oprindelse. Den sejrende Kyros beskrives som udvalgt af babyloniernes øverste gud Marduk til at genoprette lov og orden hos babylonierne. Teksten fastslår, at Kyros blev hilst velkommen af folk i Babylon som deres nye hersker og gik ind i byen i fred. Den beder Marduk om at beskytte Kyros og hans søn Kambyses 2. Kyros fremhæves om en velgører for indbyggerne i Babylonien, der har forbedret deres tilværelse, tilgivet landsforviste og restaureret templer og helligdomme i hele Mesopotamien og andre dele af riget. Den afsluttes med en beskrivelse af, hvordan Kyros reparerede byens mure og fandt en lignende inskription placeret dér af en tidligere konge.